# ブライアン・オリバン
ブライアン・オリバン・エレーロ（Brian Oliván Herrero、1994年4月1日 - ）は、スペイン・カタルーニャ州バルセロナ出身のサッカー選手。RCDエスパニョール所属。ポジションはディフェンダー。

## クラブ経歴
カタルーニャ州のバルセロナに生まれ、FCバルセロナのカンテラで育成された。しかし、トップチームはおろかBチーム昇格すら叶わず、2013年8月にポルトガルのSCブラガへと移籍した。ブラガでも加入後すぐにリザーブチームへと移され、トップチームデビューはできなかった。
ブラガでも出場機会を得られなかったことで、2014年1月、ブルガリアのPFC CSKAソフィアに移籍した。
2014年7月21日、CSKAソフィアでもレギュラーの座を掴めなかったオリバンは、スペインに帰国し、当時セグンダ・ディビシオンBに在籍していたレアル・バリャドリードBに加入した。Bチームではレギュラーに定着し、2014年12月18日にはコパ・デル・レイのエルチェCF戦でトップチームデビューも果たした。
2015年7月2日、グラナダCFと1年契約を交わし、Bチーム登録となった。2015-16シーズン終了後の8月23日、カディスCFへ貸し出された。
レンタルバック後の2017年6月19日、カディスへの完全移籍が発表され、4年契約を結んだ。2019年9月2日にはジローナFCに期限付き移籍をした。
2020年9月9日、RCDマヨルカに2年契約で移籍した。
2022年6月21日、RCDエスパニョールに3年契約で移籍した。